# Pauline Wimmer
Pauline Miriam Wimmer (* 27. August 2001) ist eine ehemalige deutsche Fußballspielerin.

## Karriere

### Vereine
Wimmer begann im Alter von sechs Jahren mit dem Fußballspielen und wechselte nach der F-Jugend zu Hertha Zehlendorf, ehe sie sich später dem FC Viktoria 1889 Berlin anschloss, für den sie bis 2017 in Jungenmannschaften spielte. In der Saison 2016/17 erhielt sie daneben ein Zweitspielrecht für den Nord-Zweitligisten 1. FC Union Berlin, für den sie zu zehn Ligaeinsätzen kam und dabei einen Treffer erzielte.
Im Sommer 2017 wechselte sie zu Bayer 04 Leverkusen in die Staffel Süd der seinerzeit zweigleisige 2. Bundesliga. Nachdem sie zu Beginn der Saison zweimal als Einwechselspielerin zum Einsatz gekommen war, zog sie sich beim U18-Länderpokal einen Kreuzbandriss zu und fiel damit für den Rest der Saison aus, in der dem Team der Aufstieg in die Bundesliga gelang. Am 21. Oktober 2018 (5. Spieltag) kehrte sie bei der 0:3-Niederlage im Auswärtsspiel gegen den SC Sand auf Spielfeld zurück, als sie in der 79. Minute für Elisabeth Mayr eingewechselt wurde; damit gab sie zugleich ihr Debüt in der höchsten Spielklasse. Im Verlauf der Hinrunde der Saison 2019/20 erkämpfte sie sich einen Stammplatz in der Startelf, ehe sie sich in der Winterpause in einem Testspiel das Kreuzband ein zweites Mal riss und erneut lange pausieren musste.
Bei Blau-Weiß Hohen Neuendorf, in der Saison 2021/22 in der drittklassigen Regionalliga Nordost vertreten, unternahm sie den Versuch sich zurück zu kämpfen, der ihr mit einem Tor in elf Punktspielen (scheinbar) gelang.
Von 2022 bis 2024 gehörte sie dem Drittligisten 1. FC Union Berlin an. Den Spaß an ehemaliger Wirkungsstätte wiederzufinden, fand am 13. November 2022 (10. Spieltag) durch den dritten erlittenen Kreuzbandriss im Heimspiel gegen die Zweitvertretung des FC Carl Zeiss Jena (3:3) ein jähes Ende. In den vergangenen eineinhalb Jahren kämpfte sie sich über die Reha ins Mannschaftstraining zurück, absolvierte aus Belastungs- und Sicherheitsgründen jedoch keinen weiteren Einsatz mehr. Mit nur 22 Jahren beendet sie ihre Karriere.

### Auswahl-/Nationalmannschaft
Wimmer kam als Spielerin der Auswahlmannschaft des Berliner Fußball-Verbandes in den Altersklassen U14 (2015), U16 (2016 und 2017) und U18 (2016) in insgesamt 16 Spielen im Turnier um den DFB-Länderpokal an der Sportschule Wedau in Duisburg zum Einsatz, wie auch in vier für die U18-Auswahlmannschaft des Fußball-Verbandes Mittelrhein (2018).
Wimmer debütierte am 28. Oktober 2014 beim 13:0-Erfolg der U15-Nationalmannschaft gegen Schottland als Nationalspielerin. In dieser Partie erzielte sie mit dem Treffer zum zwischenzeitlichen 9:0 sogleich ihr erstes Länderspieltor. 2017 nahm sie mit der U16-Nationalmannschaft unter anderem am Turnier um den Nordic-Cup in Finnland teil, das sie mit ihrer Mannschaft auf dem dritten Platz abschloss. Danach war sie bis zu ihrer ersten Kreuzbandverletzung Spielführerin der U17-Nationalmannschaft, mit der sie Ende August 2017 an einem „Vier-Nationen-Turnier“ teilnahm. 2019 bestritt sie fünf Länderspiele für die U19-Nationalmannschaft, in denen ihr zwei Treffer gelangen.

## Erfolge
- Aufstieg in die Bundesliga 2018 (mit Bayer 04 Leverkusen)